# Issa Ba
Issa Ba (Dakar, 7 oktober 1981) is een Senegalese profvoetballer die anno 2011 onder contract staat bij het Roemeense FCM Târgu Mureş.
Ba begon zijn profcarrière bij Stade Lavallois in de Ligue 2 in Frankrijk. Na vier seizoenen verliet hij die club voor LB Châteauroux dat in dezelfde uitkwam.
In 2006 tekende hij een 4-jarig contract getekend voor AJ Auxerre dat uitkomt in de Ligue 1. Drie jaar later trok hij naar het Poolse Wisła Kraków waar hij al na een half jaar vertrok. Vanaf seizoen 2010/11 speelt hij bij FCM Târgu Mureş.
Daarnaast is Ba international voor Senegal. Tijdens de African Cup of Nations 2006 maakte hij dan ook deel uit van de Senegalese selectie. In de eerste door Senegal gespeelde wedstrijd tegen Zimbabwe op 23 januari maakte Ba het tweede Senegalese doelpunt in de met 2-0 gewonnen wedstrijd.

## Statistieken
| seizoen    | club            | land      | competitie  | wed. | goals |
| ---------- | --------------- | --------- | ----------- | ---- | ----- |
| 2000/01    | Stade Lavallois | Frankrijk | Ligue 2     | 5    | 1     |
| 2001/02    | Stade Lavallois | Frankrijk | Ligue 2     | 31   | 0     |
| 2002/03    | Stade Lavallois | Frankrijk | Ligue 2     | 27   | 5     |
| 2003/04    | Stade Lavallois | Frankrijk | Ligue 2     | 24   | 5     |
| 2004/05    | LB Châteauroux  | Frankrijk | Ligue 2     | 31   | 7     |
| 2005/06    | LB Châteauroux  | Frankrijk | Ligue 2     | 27   | 5     |
| 2006/07    | AJ Auxerre      | Frankrijk | Ligue 1     | 20   | 0     |
| 2007/08    | AJ Auxerre      | Frankrijk | Ligue 1     | 3    | 0     |
| 2008/09    | AJ Auxerre      | Frankrijk | Ligue 1     | 1    | 0     |
| 2009/10    | Wisła Kraków    | Polen     | Ekstraklasa | 10   | 0     |
| 2010/11    | FCM Târgu Mureş | Roemenië  | Liga 1      | 14   | 0     |
| Bijgewerkt | 01-05-2011      |           |             |      |       |